# Glenn Ford
Gwyllyn Samuel Newton Ford (født 1. maj 1916 i Quebec, Canada, død 30. august 2006 i Beverly Hills, Californien), bedre kendt under scenenavnet Glenn Ford, var en canadisk-amerikansk skuespiller.
Glenn Ford indspillede over 100 film, den sidste i 1991, og regnes som en legende fra Hollywoods guldalder. Han har fået en stjerne på Hollywood Walk of Fame.
Blandt Fords mest kendt film er A stolen life and Gilda (1946) og The big heat (1953).